# Lucius Vitellius
Lucius Vitellius, född cirka 10 f.Kr., död 51 e.Kr., var far till den romerske kejsaren Vitellius. Lucius Vitellius var överståthållare över Syrien år 36-37. Han avsatte Pontius Pilatus efter klagomål från befolkningen i Samarien.